# Гогоберидзе, Николай Виссарионович
Николай Виссарионович Гогоберидзе (29 апреля 1838, Кутаис, Имеретинская область — 27 марта 1911, Тифлис) — грузинский предприниматель, публицист и переводчик.

## Биография
Дворянин по происхождению. Родился 29 апреля 1838 года[по какому календарю?] в Кутаисе.
В 1857 году окончил Тифлисскую гимназию, в 1861 году со степенью кандидата — историко-филологический факультет Императорского Санкт-Петербургского университета.
В Санкт-Петербурге приобщился к революционному движению. В круг его друзей входил Илья Чавчавадзе; он был в близких отношениях с Н. А. Добролюбовым и Л. Ф. Пантелеевым. К этому же кругу лиц принадлежали Н. Я. Николадзе и Г. Е. Церетели.
После окончания университета стал преподавать историю, географию и латынь в Тифлисской гимназии; спустя три года вместе с Бакрадзе он был назначен инспектором школ Общества восстановления православного христианства на Кавказе. В это же время он участвовал в создании в Тифлисе грузинской типографии, в которой стала печататься газета «Дроеба», одним из основателей которой был Гогоберидзе.
В 1868 году он был назначен помощником судьи в Тифлисе, затем стал работать в Кутаисском суде. Также стал работать в кутаисском банке и вскоре посвятил себя марганцепромышленному бизнесу. В 1899 году он замыкал вторую десятку крупнейших чиатурских марганцепромышленников и был одним из крупнейших экспортёров марганца. В то же время Н. В. Гогоберидзе продолжал поддерживать отношения с радикально настроенной интеллигенцией, и его дом, по утверждению М. Г. Цхакая, использовался как явочная квартира.
Умер в Тифлисе 27 марта 1911 года[по какому календарю?].
Он писал о государственной конституции Европы, вопросах астрономии, выращивании хлопка и его значении; перевёл и опубликовал на грузинский язык два тома «Истории Грузии» Броссе.